# Gare de Givors-Canal
Ne doit pas être confondu avec Gare de Givors-Ville.
La gare de Givors-Canal est une gare ferroviaire française de la ligne de Moret - Veneux-les-Sablons à Lyon-Perrache, située sur le territoire de la commune de Givors dans la métropole de Lyon en région Auvergne-Rhône-Alpes.
C’est une halte ferroviaire de la Société nationale des chemins de fer français (SNCF) desservie par des trains TER Auvergne-Rhône-Alpes qui effectuent des missions entre Lyon-Perrache et Givors-Ville par la rive droite du Rhône.

## Situation ferroviaire
Établie à 161 mètres d'altitude, la gare de Givors-Canal est située au point kilométrique (PK) 539,272 de la ligne de Moret - Veneux-les-Sablons à Lyon-Perrache entre les gares de Givors-Ville et de Grigny-le-Sablon (s'intercale la gare de triage de Badan). 
Gare de bifurcation, elle est également située au PK 134,607 de la ligne de Paray-le-Monial à Givors-Canal et l’origine de la ligne de Givors-Canal à Grezan utilisée exclusivement pour le trafic fret en direction de Nîmes et de la ligne de Givors-Canal à Chasse-sur-Rhône qui permet de rejoindre la ligne classique Paris – Marseille.

## Histoire
Le tracé originel de la ligne de Saint-Étienne à Lyon, construite en 1830, comportait une boucle plus à l’est au niveau de la gare de Givors-Canal. Le bâtiment a été construit sur le terrain entre ce tracé, désormais désaffecté, et celui de la ligne de Givors-Canal à Grezan, construite de 1874 à 1880.

## Fréquentation
De 2015 à 2023, selon les estimations de la SNCF, la fréquentation annuelle de la gare s'élève aux nombres indiqués dans le tableau ci-dessous.
| Année     | 2015   | 2016   | 2017   | 2018   | 2019   | 2020   | 2021   | 2022   | 2023   |
| --------- | ------ | ------ | ------ | ------ | ------ | ------ | ------ | ------ | ------ |
| Voyageurs | 28 052 | 29 708 | 43 170 | 51 491 | 70 452 | 56 247 | 80 547 | 89 834 | 94 057 |

## Service des voyageurs

### Accueil
C’est un point d'arrêt non géré (PANG) à entrée libre, équipé d’automates pour l’achat de titres de transport.

### Desserte
Givors-Canal est desservie par des trains TER Auvergne-Rhône-Alpes qui effectuent des missions entre Lyon-Perrache et Givors-Ville.

### Intermodalité
La gare est desservie par le réseau urbain TCL, avec les lignes 78, 80 et 81. Le réseau interurbain Les cars du Rhône (accessible avec un titre TCL) la dessert également, avec la ligne 120.
Un parc pour les vélos et un parking sont aménagés à ses abords.